# Flogsta

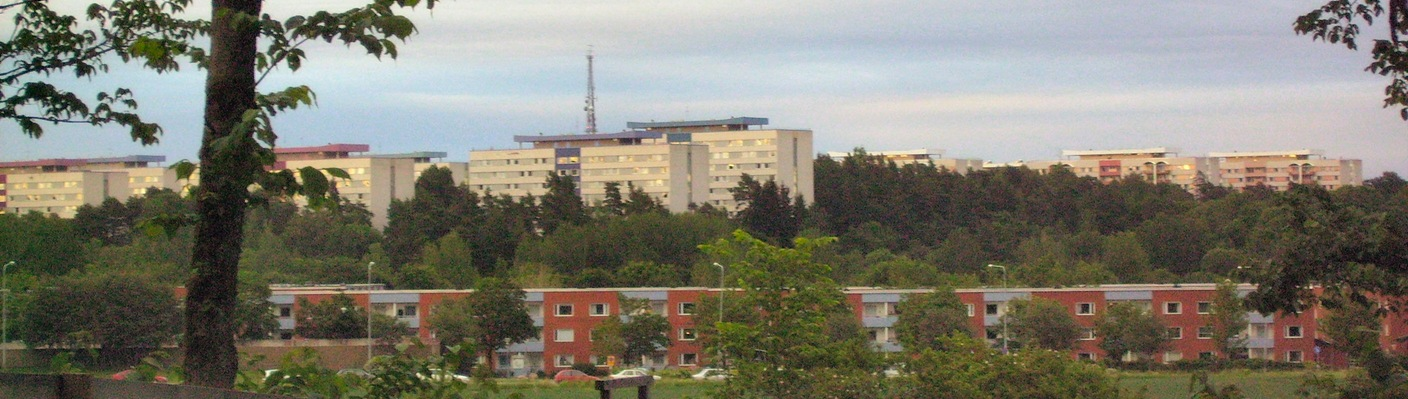
Flogsta vista da occidente

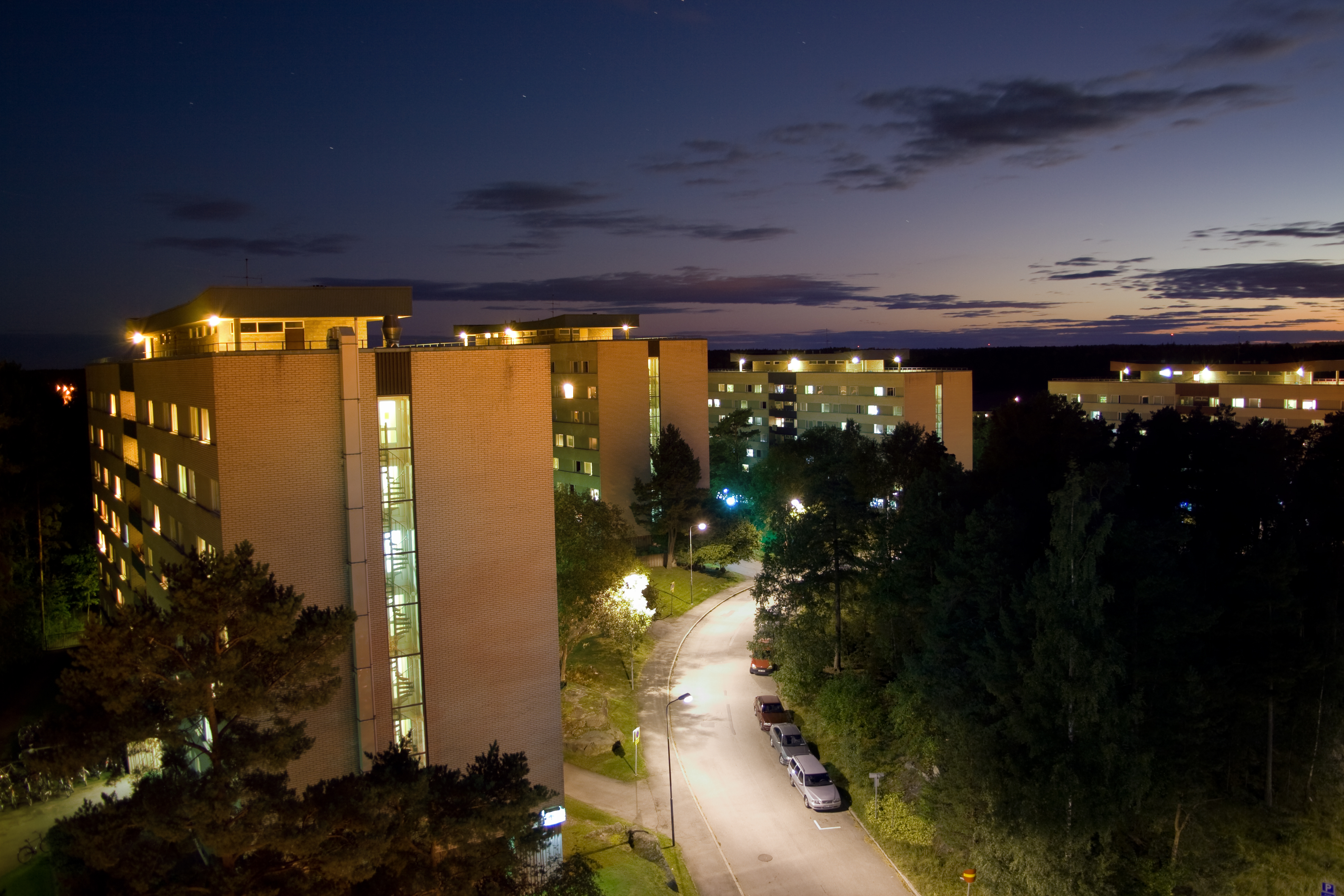
Vista notturna dal tetto di un edificio in Sernanders väg

Flogsta è un quartiere nella zona occidentale della città svedese di Uppsala. Buona parte degli abitanti sono studenti dell'Università di Uppsala e della Sveriges Lantbruksuniversitet (SLU).

## Urbanistica
Situato a circa 2,8 km (4 km sulla rete stradale) dal centro della città, il quartiere è collegato da linee autobus e piste ciclabili. L'edificio principale dell'università, l'ospedale universitario, l'ekonomikum e il biomedicinska centrum distano tra i 2.2 e i 2.7 km, mentre la sede della SLU dista oltre 6 km.

## Le Urla di Flogsta
Tradizionalmente, ogni sera intorno alle 22:00 è possibile sentire le "urla di Flogsta" (Flogstavrålet) degli studenti che, soli o in gruppo, si affacciano da finestre e balconi e urlano per esprimere e sfogare l'angoscia dovuta alla stressante vita universitaria.
Il fenomeno si è diffuso in altre città universitarie e campus svedesi, come a Lund, Linköping e nell'area residenziale per studenti Lappkärrsberget.